# Josiah Warren
Josiah Warren (/ˈwɔːrən/; 1798 – 14 d'abril de 1874) fou un anarquista individualista, inventor i músic estatunidenc. És considerat per alguns com el primer anarquista nord-americà, i el seu setmanari editat durant l'any 1833, The Peaceful Revolutionist, fou la primera publicació periòdica anarquista que va traure a la llum amb mitjans d'impressió propis.

## Biografia

### Primers anys
Warren va nàixer a Boston (Massachusetts) l'any 1798, i era descendent dels pares pelegrins del Mayflower. Va mostrar un talent primerenc per a la música i fou membre d'una banda anomenada "Old Boston Brigade Band" a una edat primerenca. Va treballar com a mestre de música i director d'orquestra. Va inventar una mena de llàntia el 1821 i estigué fabricant-la durant alguns anys a Cincinnati.

### Owenisme i "Nova Harmonia"
L'any 1825, Warren esdevenia conscient del "sistema social" de Robert Owen i començà a parlar amb altres persones a Cincinnati per fundar una colònia comunista. Quan aquesta va fracassar per desacords sobre la forma i els objectius de la comunitat, Warren "va vendre la seva fàbrica després de només dos anys de funcionament, i junt amb la seva família i uns 900 membres "owenites" que hi havia va decidir fundar "Nova Harmonia", a Indiana." L'intent d'organitzar-la es feu sense la implicació del mateix Warren, però fracassà. Amb el temps es va convèncer de la necessitat de cooperació. Va refusar sense embuts el comunisme empíric d'Owen, però mantingué un respecte ferm per Robert Owen i els seus fills, tal com ho testimonia una de les seves escriptures més primerenques, The March of Mind (1827).

### Darrers anys i mort
Entre 1864 i 1869, va residir a Cliftondale, Massachusetts, on intentà dues vegades establir una ciutat mutualista. Després se'n va anar a Boston, on va residir fins a la seva mort.
Warren va morir el 14 d'abril de 1874 al vell barri de Charlestown, a Boston, a la casa d'un amic després de patir un edema progressiu.

## Filosofia
Warren, com Proudhon, va triar el camí de l'anarquisme i de l'individualisme. Benjamin Tucker dedicà la seva col·lecció d'assajos, Instead of a Book (En comptes d'un llibre) a la memòria de Warren, "el meu amic i mestre... els ensenyaments del qual eren la meva primera font". Stuart Mill va dir de la filosofia de Warren, que "encara que té una semblança superficial amb alguns dels projectes dels socialistes, és diametralment oposada a ells per principi, perquè de llavors ençà no reconeix cap autoritat sobre l'individu, excepte per aplicar la llibertat per a l'igual desenvolupament de tots els individus." El principi de Warren era, de fet, el de la "sobirania de l'individu" que més tard seria pres pel mateix Stuart Mill i per Herbert Spencer.
 Segons Warren, no hi hauria d'haver absolutament cap comunitat de propietat, sinó que tota propietat hauria de ser individualitzada, perquè "els qui varen defensar qualsevol tipus de comunisme amb propietat, van obtenir com a resultat el fracàs a causa de la individualitat de les persones." Warren destacà per exposar la idea de "sobirania de l'individu".

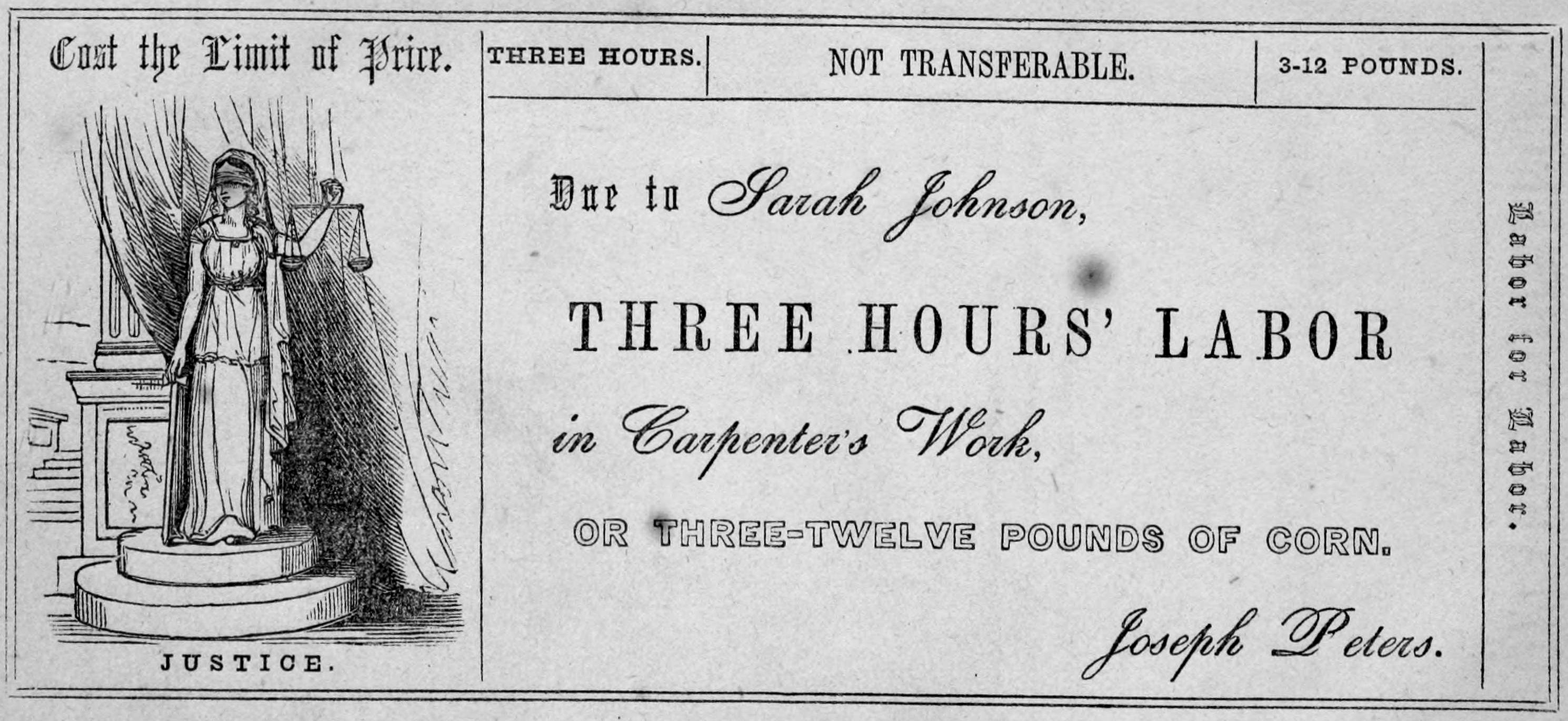
Nota de treball de Cincinnati Time Store (Botiga de Temps de Cincinnati). Escannejat de l'obra Equitable Commerce (Comerç equitatiu), de Josiah Warren, 1846

## Influència
L'historiador català Xavier Díez ens informa que els experiments comunals intencionats de Warren van influir en l'anarcoindividualisme europeu des de finals del segle xix fins al segle xx.